# أنجيلا غوتالس
أنجيلا غوتالس (بالإنجليزية: Angela Goethals)‏ مواليد 20 مايو 1977 في نيويورك، نيويورك، الولايات المتحدة، هي ممثلة أمريكية بدأت مسيرتها الفنية عام 1988.

## وصلات خارجية
- أنجيلا غوتالس على موقع IMDb (الإنجليزية)
- أنجيلا غوتالس على موقع ألو سيني (الفرنسية)
- أنجيلا غوتالس على موقع ميوزك برينز (الإنجليزية)
- أنجيلا غوتالس على موقع أول موفي (الإنجليزية)
- أنجيلا غوتالس على موقع قاعدة بيانات برودواي على الإنترنت (الإنجليزية)
- أنجيلا غوتالس على موقع قاعدة بيانات الأفلام السويدية (السويدية)
- أنجيلا غوتالس على موقع قاعدة بيانات الفيلم (الإنجليزية)
- أنجيلا غوتالس على موقع كينوبويسك (الروسية)